# Mã Tân Di
Mã Tân Di (tiếng Trung: 马新贻; bính âm: Ma Xinyi; Wade–Giles: Ma Hsin-I, 1821 - 1870), tự Cốc Sơn (穀山), hiệu Yến Môn (燕門), Thiết Phảng (鐵舫), tên khác là Thượng Khanh Cư (尚卿居), là một đại thần nổi tiếng cuối thời nhà Thanh. Xuất thân khoa cử, từng đỗ Tiến sĩ, nhưng lập nhiều công trạng trong việc trấn áp khởi nghĩa Thái Bình Thiên Quốc, thăng dần đến chức vụ Tổng đốc Lưỡng Giang (bao gồm tỉnh Giang Tây, An Huy, Giang Tô), Mã Tân Di lại bị ám sát chết trong một hoàn cảnh không rõ ràng vào năm 1870, được triều đình truy hiệu tước Đoan Mẫn công, hàm Thái tử Thái bảo. Người kế nhiệm ông sau này chính là Tăng Quốc Phiên, người đã xử lý vụ án ám hại Mã Tân Di một cách êm thấm, đúng với chủ trương của triều đình nhà Thanh. Tuy nhiên, dân gian vẫn có nhiều đồn đoán, hình thành giai thoại về vụ án Thích Mã nổi tiếng trong lịch sử Trung Quốc.

## Sự nghiệp quan trường
Mã Tân Di nguyên gốc Hồi tộc, sinh ngày 9 tháng 10 năm Đạo Quang thứ nhất, tức ngày 3 tháng 11 năm 1821, người huyện Hà Trạch, phủ Tào Châu, tỉnh Sơn Đông (Trung Quốc). Năm Đạo Quang thứ 26 (1846), đỗ Cử nhân. 1 năm sau, đỗ Tiến sĩ đệ tam giáp, đứng vị trí thứ 6. Sau khi đỗ đạt, được triều đình bổ vào ngạch Tri huyện ở tỉnh An Huy.
Năm Hàm Phong thứ nhất (1851), được chính thức bổ làm Tri huyện Kiến Bình (tỉnh An Huy). Từ năm thứ 3 (1853), quân Thái Bình tấn công An Huy, Mã Tân Di thường lãnh binh tiễu trừ, đánh bại cả quân Thái Bình lẫn quân Niệp, tái thu phục lại Lư Châu, lập nhiều công trạng. Năm thứ 5 (1855), kiêm nhậm thêm Tri huyện Hợp Phì. Năm thứ 6 (1856), thăng Tri phủ An Khánh, vẫn kiêm Tri huyện Kiến Bình, Hợp Phì. Năm thứ 7 (1857), do có công phá tan quân liên hợp giữa quân Niệp và quân Thái Bình, Mã Tân Di được thăng làm Tri phủ Lư Châu, được ban hoa linh (đuôi công đeo trên mũ). Năm thứ 8 (1858), được thay quyền Án sát sứ, nhưng không lâu bị cách chức, nhưng vẫn lưu nhậm Tri phủ Lư Châu. Năm thứ 9 (1859), một lần nữa thay quyền Án sát sứ. Năm thứ 10 (1860), được triều đình đặt dưới quyền sai khiển của Khâm sai Đại thần Viên Giáp Tam.
Năm Đồng Trị thứ nhất (1862), do có công thu phục lại Lư Châu từ quân Thái Bình, được triều đình cho thay quyền quyền Bố chính sứ An Huy, hàm Án sát sứ. Năm thứ 2 (1863), chính thức nhậm Án sát sứ, cuối năm thăng lên Bố Chính sứ An Huy. Năm thứ 3 (1864), thăng Tuần phủ Chiết Giang, nhiều lần tâu trình về triều đình miễn giảm thuế cho dân. Cuối năm thứ 6 (đầu năm 1868), thăng làm Tổng đốc Mân Chiết. Năm thứ 7, được điều sang Tổng đốc Lưỡng Giang, kiêm Biên lý Thông thương sự vụ Đại thần.

## Vụ án "thích Mã"
Tháng 8 năm 1870, Mã Tân Di bị ám sát khi đang trên đường đến võ trường. Kẻ thích khách Trương Văn Tường (Trương Ôn Thượng?) không hề bỏ chạy, đã bị bắt ngay tại chỗ. Thái hậu Từ Hy đích thân gửi nhiều vị quân quan tới tra xét sự việc. Một năm sau, triều đình bố cáo Trương thông đồng với quân bạo loạn và tuyên án tử hình. Nhưng nhiều người không tin lời buộc tội đó và trong dân gian lưu truyền lời đồn rằng Mã, Trương và một tay kiếm hiệp nữa vốn là 3 anh em kết nghĩa, họ từng cắt máu ăn thề nguyện cùng nhau sống chết phò trợ triều đình đánh bại quân nổi loạn - Mã được thăng quan tới chức tổng đốc. Nội dung vụ án như sau:
Đồng Trị năm thứ 9 (năm 1870), ngày 22 tháng 8, khi Tăng Quốc Phiên đang kiểm tra giáo án ở Thiên Tân thì tại Nam Kinh xảy ra vụ án lớn chấn động toàn quốc: Lưỡng Giang Tổng đốc Mã Tân Di bị đâm chết. Mã Tân Di là tổng đốc Lưỡng Giang, trọng thần của triều đình nhà Thanh, vụ việc hành thích tổng đốc là vụ việc xảy ra đầu tiên trong 200 năm lịch sử của nhà Thanh, nhân tình xôn xao, ngoa ngôn bùng phát, triều đình rung động phải cử nhiều viên quan đến tham gia xét xử.

### Diễn biến vụ việc
Theo các nhà nghiên cứu, qua các ghi chép thì trước khi Mã Tân Di bị đâm, ông có nhận được một bức công văn, bên trong không có văn thư mà lại có hình vẽ một con ngựa chết. Mã Tân Di giật mình thất sắc, ăn ngủ chẳng yên.
Ngày 21 tháng 8, là ngày võ chức nguyệt khóa ở dinh thự tổng đốc, vì trời mưa to nên lùi cuộc thi vào ngày hôm sau. Tổng đốc Mã Tân Di đích thân dự kiểm duyệt tại sân trường. Sân trường nằm ở mé tây dinh thự, có một con đường dẫn đến cửa sau của dinh thự. Sau khi duyệt xong, Mã Tân Di đi bộ theo con đường này về dinh thự. Khi vào cửa thấy có người quỳ ở bên đường 'xin tiền", ông nhận ra đó là đồng hương Vương Hàm Trấn, ông hỏi rằng: "Đã cho [tiền] hai lần rồi sao lại còn đến nữa?".
Khi ông chưa dứt lời thì thấy một người giống như lính nhà Thanh mặc áo ngắn đi đến. Người này cầm thanh đoản đao đâm mạnh vào ông, sự việc diễn ra nhanh như chớp. Nhát dao đâm quá mạnh, lại bị mất máu quá nhiều nên Mã Tân Di nhanh chóng chết ngay tại chỗ. Kẻ hành thích tự xưng là Trương Văn Trường, người này không trốn chạy mà chờ cho đến khi thúc thủ đến bắt.

### Quá trình xét án
Sau ba ngày xảy ra vụ án, ngày 25 tháng 8, triều đình ban lệnh cho tướng quân Gian Ninh, Khôi Ngọc Đốc cùng các quan tư đạo phải nhanh chóng phong tỏa tin tức, điều tra vụ án. Trong quá trình điều tra, xét hỏi, phạm nhân Trương Văn Trường khai cung úp mở, chẳng thể nào định được án. Triều đình tiếp tục cử tổng đốc Tào Vận và Trương Chi Vạn đến Kim Lăng thẩm xét, tra hỏi. Trương Văn Trường mới chịu khai rằng: "Trước kia có cáo trạng Lan Kiệu nhưng Mã Tân Di từ chối không xét xử. Về sau ông ta mở một tiệm cầm đồ, lại bị nghiêm cấm, từ oán thành thù, dẫn đến mưu đồ hành thích".
Đã qua nhiều ngày, vụ án vẫn chưa tìm được một manh mối nào. Triều đình buộc phải lệnh cho Tăng Quốc Phiên "lão thành già dặn" về giữ nhiệm Lưỡng Giang, đốc sức các thành viên "khẩn trương xét hỏi", lại lệnh cho thượng thư Bộ hình là Trịnh Đôn Cẩn làm khâm sai đại thần hiệp trợ Tăng Quốc Phiên phá án. Tăng Quốc Phiên biết rõ đây là một vụ án rất nghiêm trọng, Trước khi lên đường làm nhiệm vụ, ông liền thăm dò thái độ của Từ Hy.
Đồng Trị năm thứ 9 (năm 1870), ngày 30 tháng 10, ông diện kiến Từ Hy tại điện Dưỡng tâm. Từ Hi hỏi: "Vụ án Mã Tân Di có kỳ lạ lắm không?". Tăng Quốc Phiên trả lời: "Khởi bẩm, vụ này rất lạ". Từ Hy hỏi tiếp: "Mã Tân Di làm việc tốt chứ?". Tăng Quốc Phiên đáp: "Ông ta làm việc cẩn thận, ôn hòa".
Cuộc giao tiếp chỉ có mấy câu, nhưng đã giúp Tăng Quốc Phiên lĩnh hội được tinh thần và chủ trương của Từ Hy. Triều đình mặc dù ban hết chỉ dụ này đến chỉ dụ khác, lần sau nghiêm khắc hơn lần trước. Thực chất sự việc rất đơn giản nhưng lại ẩn chứa tình ý, trở thành sự mê khiến mọi người không đoán được. Sau khi thấy Từ Hy Thái hậu đã xác định được thái độ Tăng Quốc Phiên đã đoán định được ngay. Nhiệm vụ lần này của ông chỉ là thu thập nhân chứng về hung thủ, điểm danh họ mà thôi.
Trong nhật ký ghi ngày 17 tháng 3 của ông viết: Sau cơm trưa đến Cống viện cùng thượng thư Trình Tiểu Sơn hội thẩm vụ án, điểm danh một lượt 18 thư phạm, không hỏi cung. Qua đó cho thấy, xưa nay Tăng Quốc Phiên có cung cách làm việc tương đối thận trọng thì nay trong một vụ án trọng điểm lại có dấu hiệu qua loa, sơ lược, có thể thấy đây là cách làm việc theo ý đồ, sắc thái của triều đình. Một khi triều đình đã yêu cầu ông điều tra vụ án cho đến tận cùng thì ông đương nhiên phải điều tra. Tăng Quốc Phiên cảm thấy tình hình vụ án nghiêm trọng mà phức tạp, nếu thẩm tra thật kỹ lưỡng có thể điều tra đi sâu càng đáng sợ, cho nên cần nhanh chóng kết thúc vụ án.

### Kết án
Đồng Trị năm thứ 10 (năm 1871), ngày 19 tháng 3, Tăng Quốc Phiên trình lên nhà vua bản sớ "phúc thẩm nguyên hung thủ đâm chết Mã Tân Di", báo cáo rằng Trương Văn Trường đã đâm Mã Tân Di. Trong bản tấu trình này, ông cũng viết "Thẩm vấn nhiều lần, phạm nhân vẫn cứ một mực khẩu cung như trước. Đã tra khảo trên 20 ngày, hắn đã nhiều lần tuyệt thực, chỉ còn thoi thóp. Nếu hắn chết thành ra cho hắn thoát khỏi tội tử hình tàn khốc, cho nên cần phải nhanh chóng kết thúc vụ án này".
Kết án: Trương Văn Trường dám cả gan sát hại trọng thần. Đây là hành động coi thường quan thống trị của triều đình, "đồng tình với phản nghịch". Huống hồ hắn thực sự thuộc "bọn phản nghịch lọt lưới", lại từng cấu kết với quân hải tặc Nam Điền Triết Giang. Bọn này đều là đại nghịch bất đạo, tội ác cực lớn, cần phải xử tử hình lăng trì.
Vụ án sát hại Mã Tân Di điều tra, phúc tra kéo dài hơn nửa năm cuối cùng đã kết thúc. Tăng Quốc Phiên khi xử lý vụ án này đã làm đúng với ý chí của cấp trên. Và cũng vì vậy vụ án đi vào nghi án.

## Trong văn hóa
Cuộc đời Mã Tân Di cùng vụ nghi án được thể hiện trên màn ảnh năm 1973 với bộ Thích Mã (tên tiếng Anh: Blood Brothers), do tài tử Địch Long thủ vai Mã Tân Di. Trong phim, Địch Long thể hiện vai diễn nội tâm phức tạp, vừa chính vừa tà, vẻ ngoài cao thượng để che giấu con người tham vọng, thâm hiểm, khác xa với hình tượng trượng nghĩa trong các vai khác của ông.
Năm 2007, một lần nữa cuộc đời của Mã Tân Di được phổ biến thông qua điện ảnh với bộ phim sử chiến Trung Hoa hoành tráng: Đầu danh trạng (tiếng Anh: The Warlords) với sự tham gia của diễn viên ngôi sao Lý Liên Kiệt. Tương tự như Địch Long trước đây, trong phim này, Lý Liên Kiệt vào vai đại ca Bàng Thanh Vân (dựa trên hình tượng Mã Tân Di), một người tính cách phức tạp, vừa chính vừa tà, tham quyền với những toan tính riêng tư, một vai diễn khác xa với hình tượng trước đây của anh . Chính vai diễn xuất sắc này đã giúp Lý Liên Kiệt đạt giải nam diễn viên xuất sắc tại Liên hoan phim Kim Tượng lần thứ 27 . Bộ phim đã cố gắng tái hiện cuộc đời chinh chiến và nguyên nhân cái chết của Mã Tân Di.